# Pavé
Pour les articles homonymes, voir Pavé (homonymie).
Un pavé est un bloc généralement en pierre, en bois ou en béton utilisé pour le revêtement de la chaussée - le pavage. De nos jours, il est utilisé essentiellement pour des voies piétonnières ou rarement empruntées, dans des secteurs historiques ou pour de courts segments de routes.

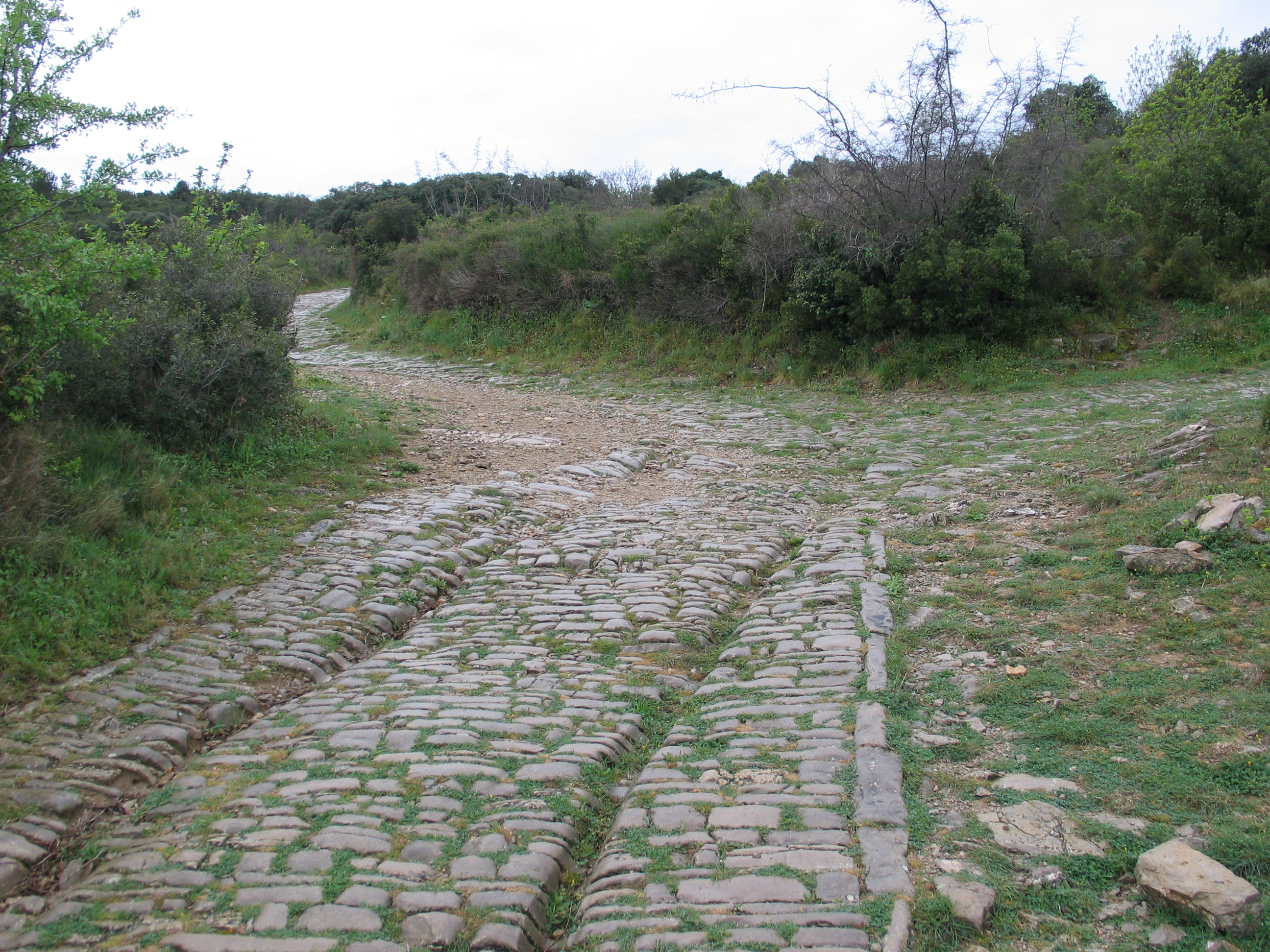
Oppidum romain d'Ambrussum voies pavées

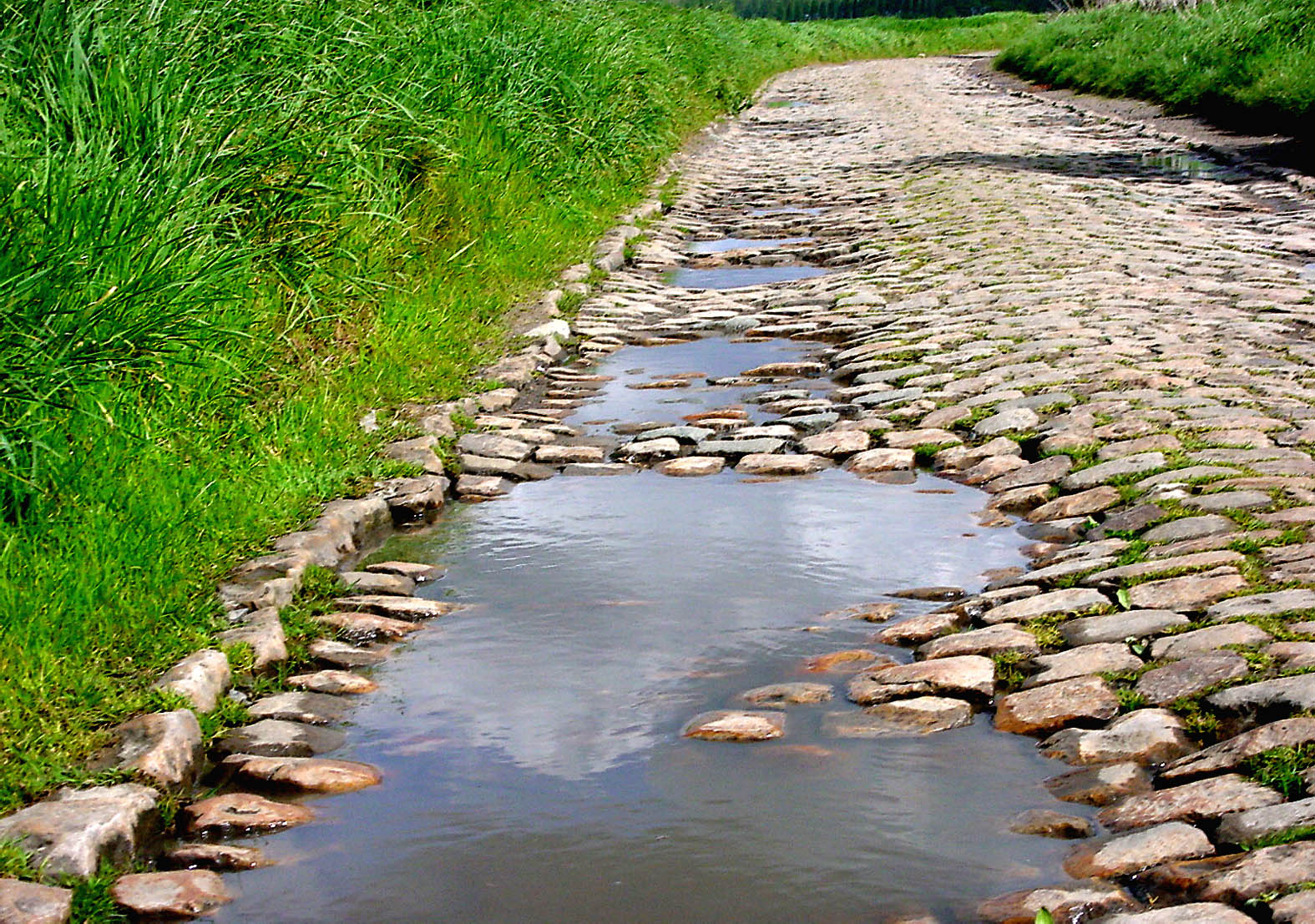
Pavés anciens du nord de la France, à Lesquin (près de Lille)

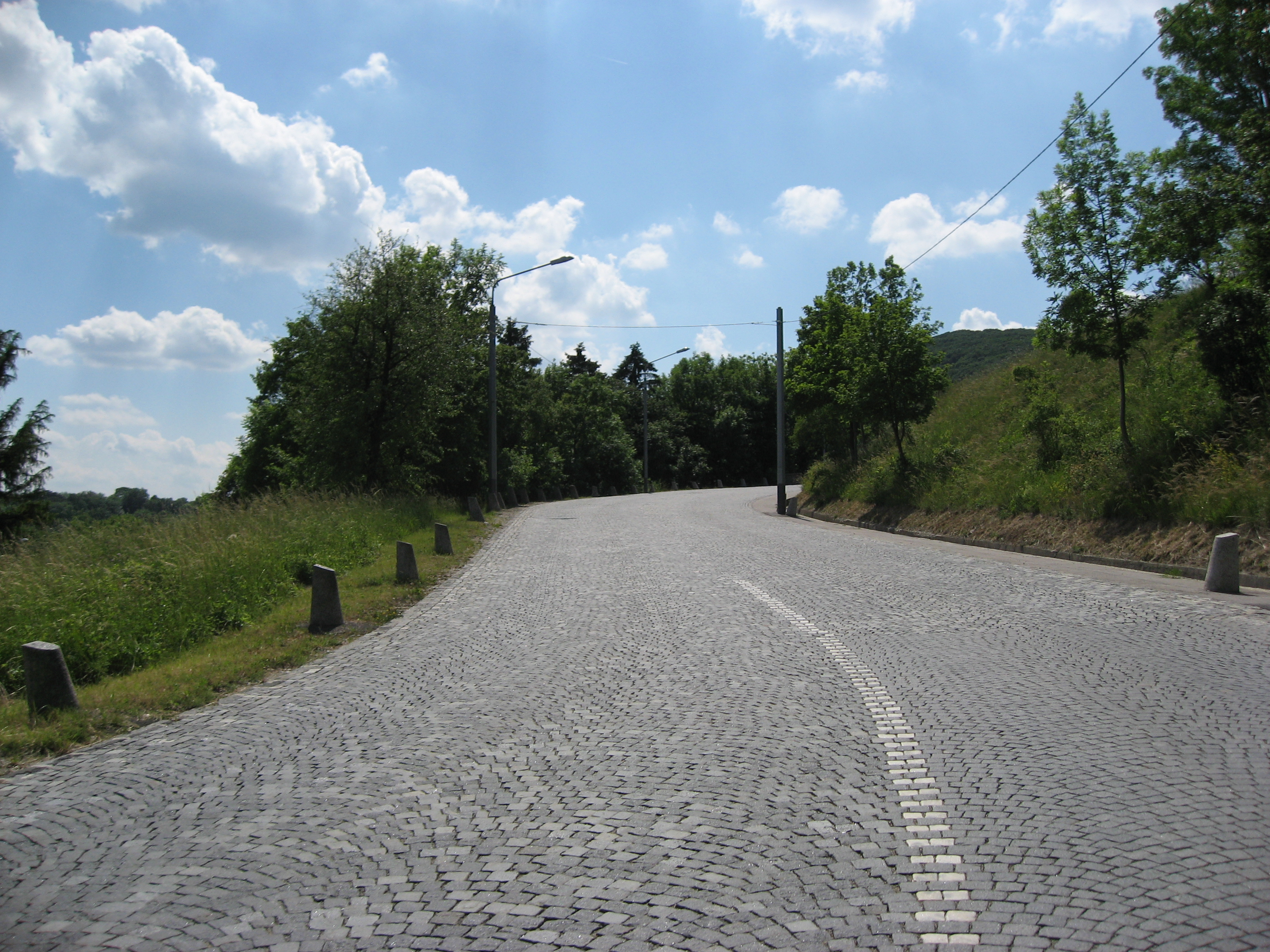
Route pavée moderne entre Cobenzl et Kahlenberg, près de Vienne

## Histoire
Les voies romaines sont pavées. Au Moyen Âge, les premières mentions de chaussées pavées remplaçant les rues en terre battue dans les villes coïncident avec l'essor urbain du XIIe siècle et le développement du trafic commercial qui dégrade les voies mal protégées, mais tout le monde continue à y jeter ses ordures et ses eaux sales évacuées par le caniveau central, d'où le dégagement d'une odeur pestilentielle, source d'innombrables conflits et procès.
Un « pavé à fendre », aussi appelés « pierre à bois », est un pavé qui sert d'assise pour placer un billot permettant de fendre les bûches de chauffage dans les cours d'immeuble. Il est en général carré et plus large que les autres pavés. A Paris, il était interdit de fendre du bois sur les pavés de grès de l’espace public afin de ne pas les abîmer.
Les revêtements de chaussée en pavés ont connu un regain en Europe au cours des dernières décennies avec le développement des voies piétonnes dans les centres-villes. Ils en avaient été souvent chassés et remplacés par du macadam (le terme macadam est impropre car ce type de revêtement de sol ne contient ni bitume ni goudron. Il faut plutôt parler d'enrobé ou de béton bitumineux), notamment en France, pour trois raisons principales :
- le bruit de roulement ;
- l'inconfort pour les piétons, cyclistes et véhicules ;
- parce que les pavés ont souvent servi, en particulier à Paris, pour construire des barricades pendant les périodes troublées.

Le pavage non maçonné présente l'avantage (lorsque le risque de pollution est limité) de rendre la route plus perméable à l'eau, les pluies engorgeant moins les réseaux d'égout et contribuant moins aux inondations (et donc aux sécheresses, car alimentant la nappe superficielle).
Des tronçons de routes pavées ont été conservés pour la course cycliste Paris-Roubaix dont ils sont le symbole et l'une des difficultés principales.

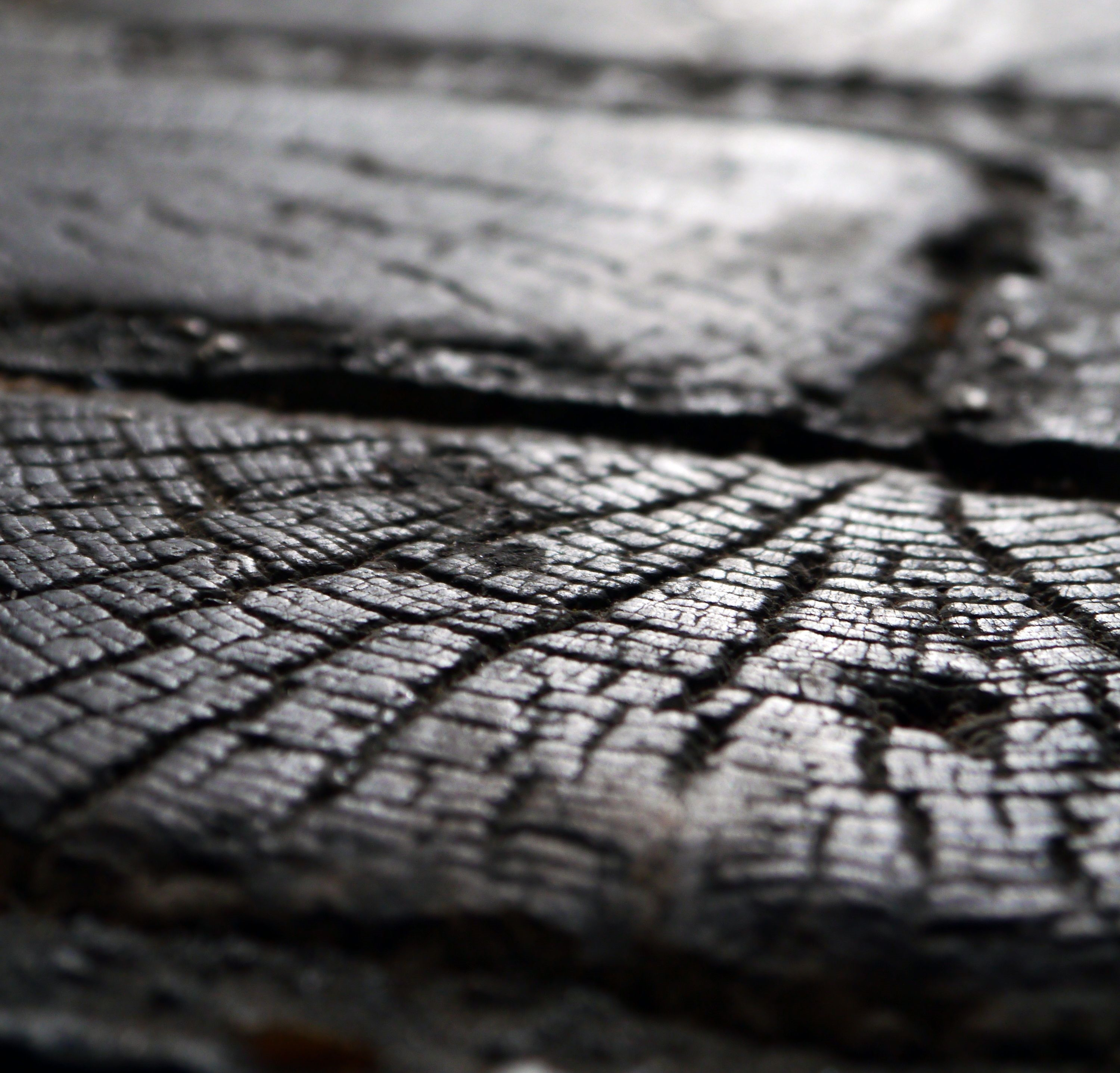
Pavés en bois du passage Saint-Maur à Paris
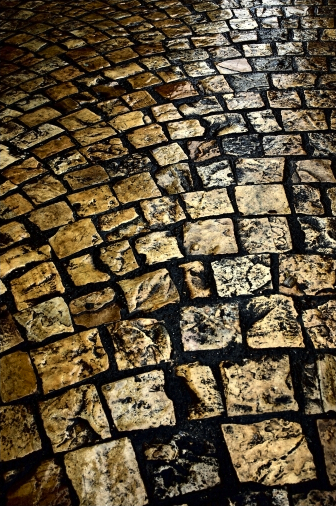
Voie piétonne pavée, à Aix-en-Provence.
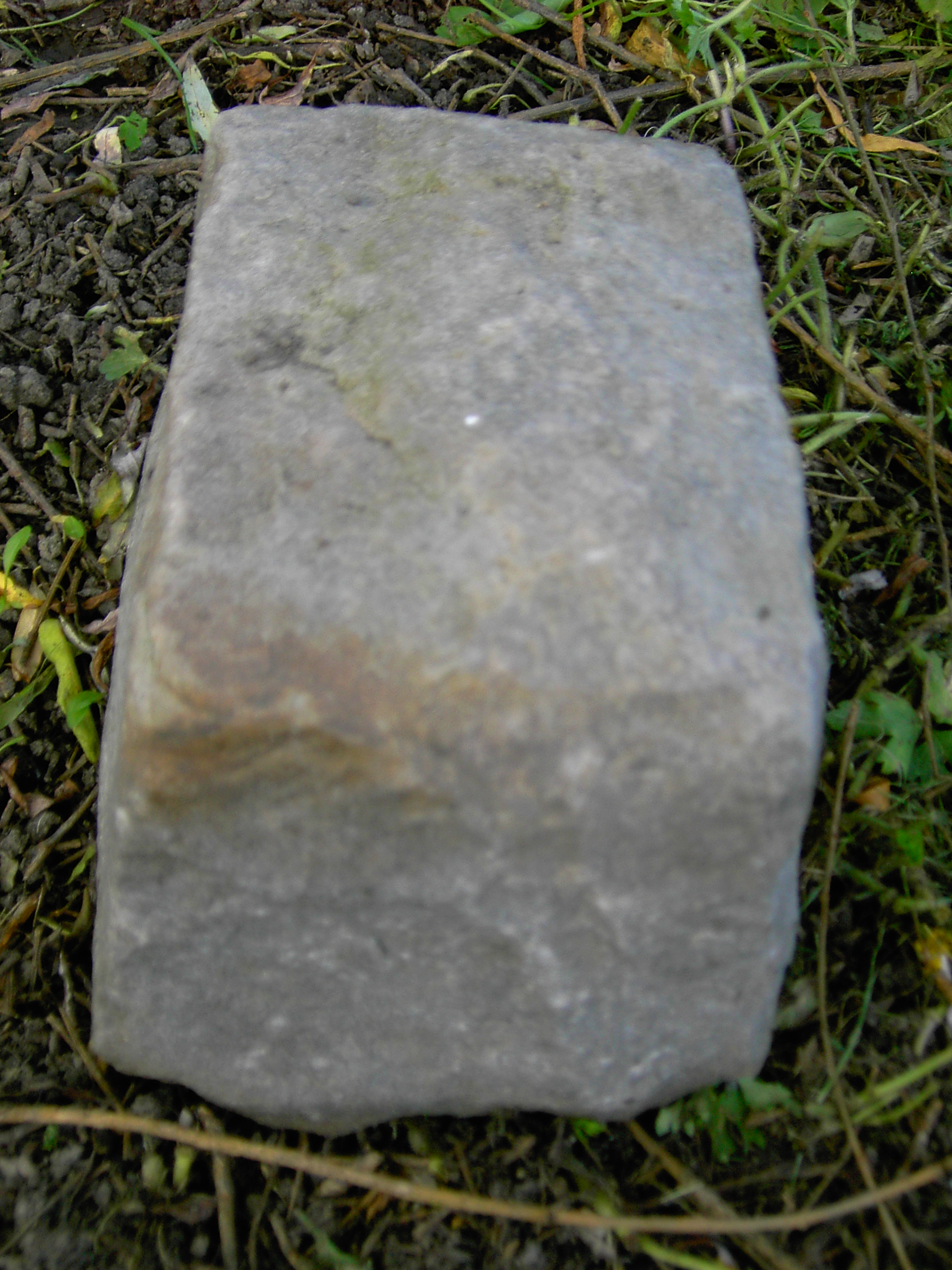
Pavé de grès
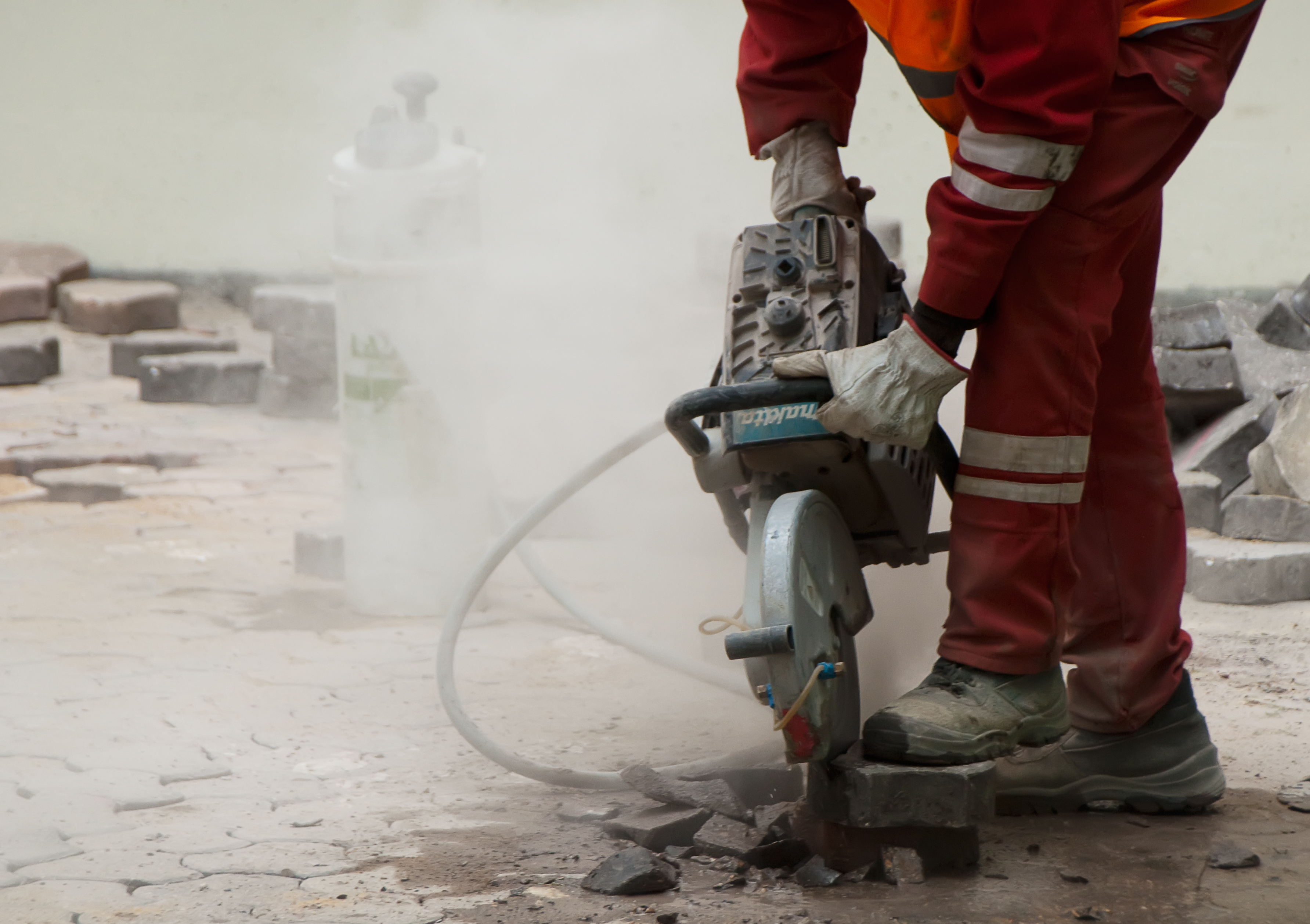
Découpage d'un pavé en forme de triangle concave.
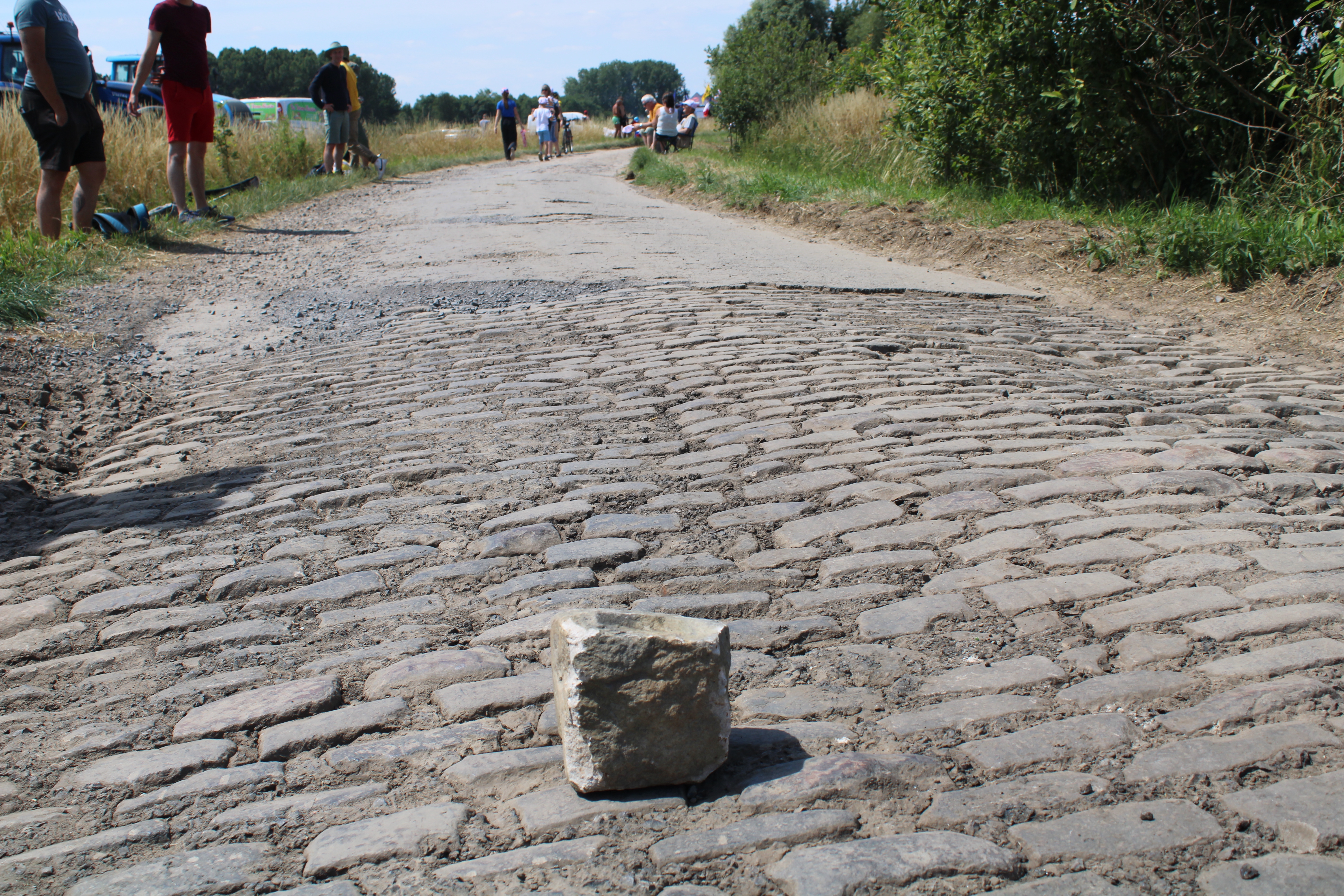
Pavé sur un secteur pavé du Tour de France à Fressain le 6 juillet 2022.

## Types de pavés

### Selon le matériau
- Les pavés en pierre naturelle ou reconstituée. Ces pavés de pierre sont posés depuis l'Antiquité dans les villes. Ils sont de tailles diverses suivant les chaussées et les traditions locales et la nature des roches environnant les villes où on les pose. En France, les pavés sont souvent de granite, grès, ou porphyre (originaire le plus souvent d'Italie). Mais d'autres roches sont aussi utilisées, comme certains calcaires, du marbre, de la roche volcanique, etc., en accord avec les matériaux utilisés traditionnellement dans les régions.

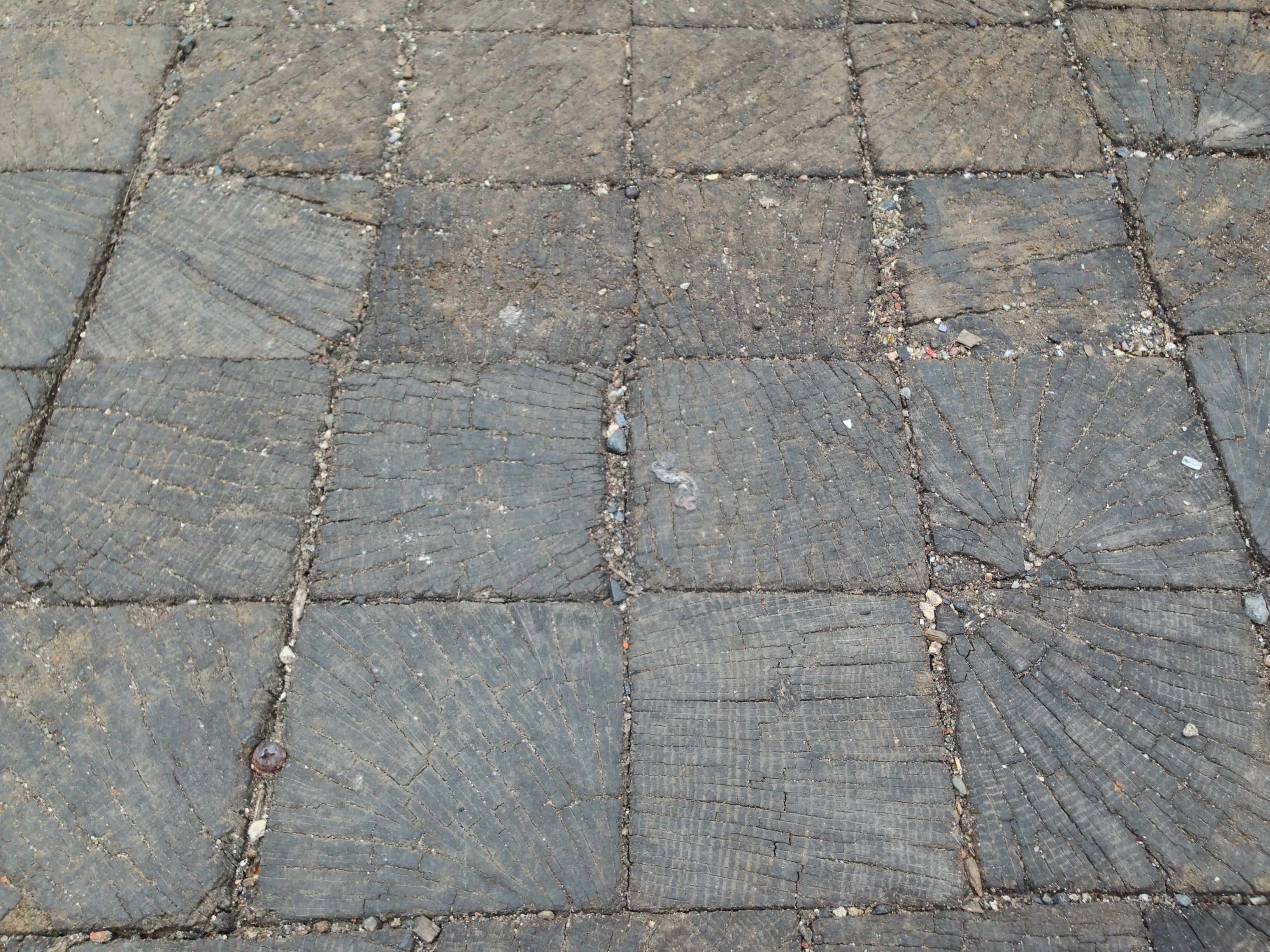
Pavé en bois debout Nicolson au bloc 200 de South Camac Street à Philadelphie.

- Les pavés en bois debout[3]. À Paris, en 1882, les Champs-Élysées furent pavés en bois[4] et beaucoup de voies de la capitale suivirent. S'ils furent progressivement remplacés par des pavés en pierre moins glissant et moins couteux à partir de 1905[4], ils perdurèrent néanmoins car ils évitaient aussi les inconvénients de la pierre — les bruits de roulement — et ceux de l'asphalte — le ramollissement lors des saisons chaudes et les nids-de-poule après les gelées (référence : La Science et la Vie no 2 de mai 1913). Ainsi en 1913, environ 25 % des rues de Paris étaient recouvertes de pavés de bois de pin des Landes et plus rarement de mélèze des Alpes ; ils seront définitivement abandonnés à partir de 1930[4]. Il existe un passage revêtu de pavés de bois au château de Versailles, entre la Cour royale et les jardins. Quelques rares voies de Paris en possèdent encore comme une petite partie du passage Saint-Maur ainsi que dans de rares ateliers parisiens[4].

- Les pavés mécaniques en béton. Moulés et de forme régulière, ils se posent généralement sur du sable, mais aussi sur de la criblure de pierre couramment appelée poussière de pierre.
Le fait qu'ils s'encastrent parfaitement les uns dans les autres rend inutile le jointoiement au mortier. Il est en revanche nécessaire de préparer avec soin le terrain où l'on va les poser. Le terrain doit être décaissé, c'est-à-dire qu'on doit enlever l'épaisseur nécessaire pour les pavés eux-mêmes, le matériau permettant un nivelage adéquat du pavé(sable ou criblure) ainsi que la fondation pour les régions où les risques de gel viendrait surélever les pavés par un manque de drainage et ainsi mettre en cause la qualité des travaux finis.
En fonction de la nature du terrain, il peut s'avérer utile de poser au préalable un géotextile (film).

- Les pavés auto-bloquants. Souvent agglomérés de béton et teintés, ils remplissent le pavage avec l'avantage de non-glissement des éléments et qui permettent des pentes et des surfaces courbes (garnissage des remblais et contreforts des piles de pont d'autoroute).

- Les pavés en céramique. Les rues du centre-ville de Sofia sont pavées de céramique jaune.

- Les pavés en plastique. Afin de résoudre le problème des déchets en plastique, des initiatives de recyclage de cette matière pour paver des voies ont été lancées dans plusieurs pays, comme au Maroc[5], aux Pays-Bas[6] ou au Cameroun[7].

### Selon les finitions
Les pavés, comme les dalles, peuvent avoir différentes finitions (traitements de surface) :
- finitions lisses : polies, adoucies, sciées.
- finitions rugueuses : sablées, grenaillées, flammées, bouchardées, smillées, clivées, éclatées[note 2].
- finitions bombées qui font référence aux vieux pavés.

### Selon le format
Outre les pavés de dimension variable selon la demande de l'acheteur, il existe des pavés de format normalisé ou non : 
- pavés mosaïques : parallélépipèdes ou cubes de 7 à 10 cm de largeur, 7 à 10 cm de longueur, de 8 à 10 cm de hauteur (format non normalisé).
- pavés d'échantillon : parallélépipèdes 14 cm de largeur x 20 cm de longueur x 14 cm de hauteur (format normalisé).
- boutisses : parallélépipèdes 14 cm x 30 cm x 14 cm (format normalisé).
- pavés de trottoir : parallélépipèdes 16 cm x 16 cm x 8 cm de hauteur (format non normalisé).
- pavés-dalles : 14 cm x 20 cm x 7 cm ou 14 cm x 14 cm x 7 cm (format non normalisé).

## Techniques de pose

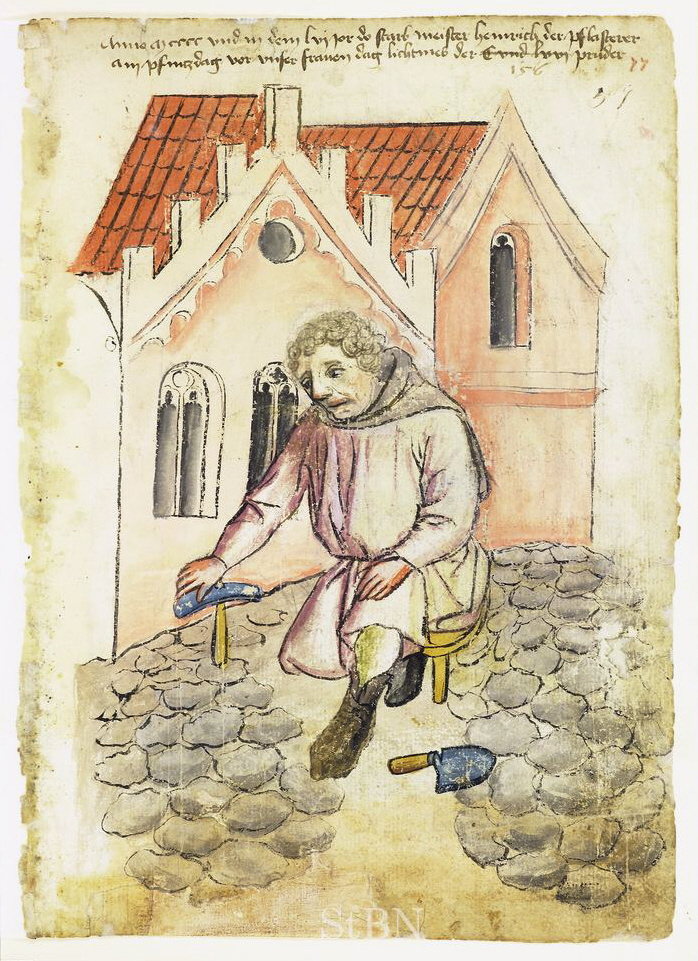
Paveur au XVe siècle.
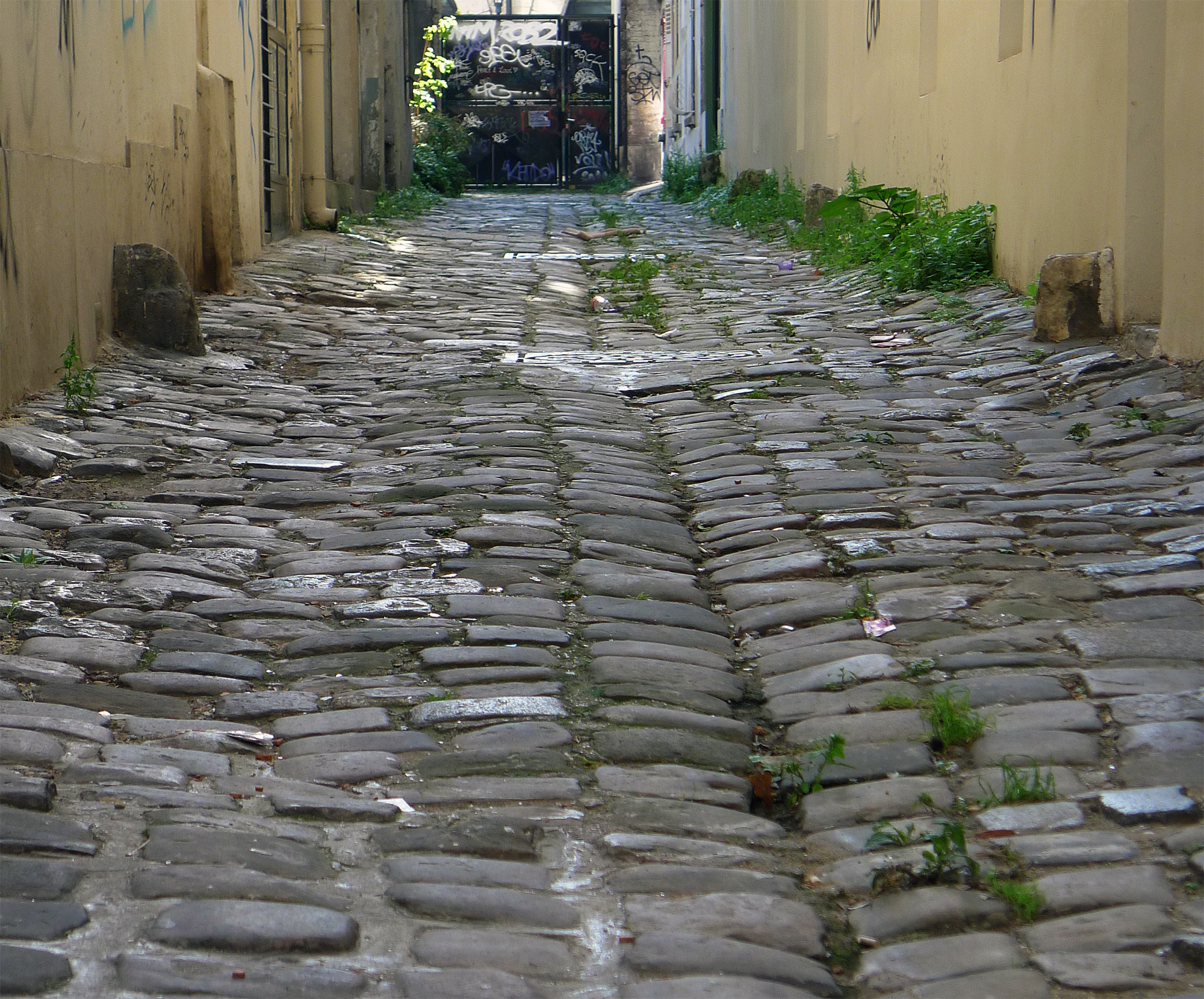
Pavés du passage P/12, Paris XIIe en 2015.
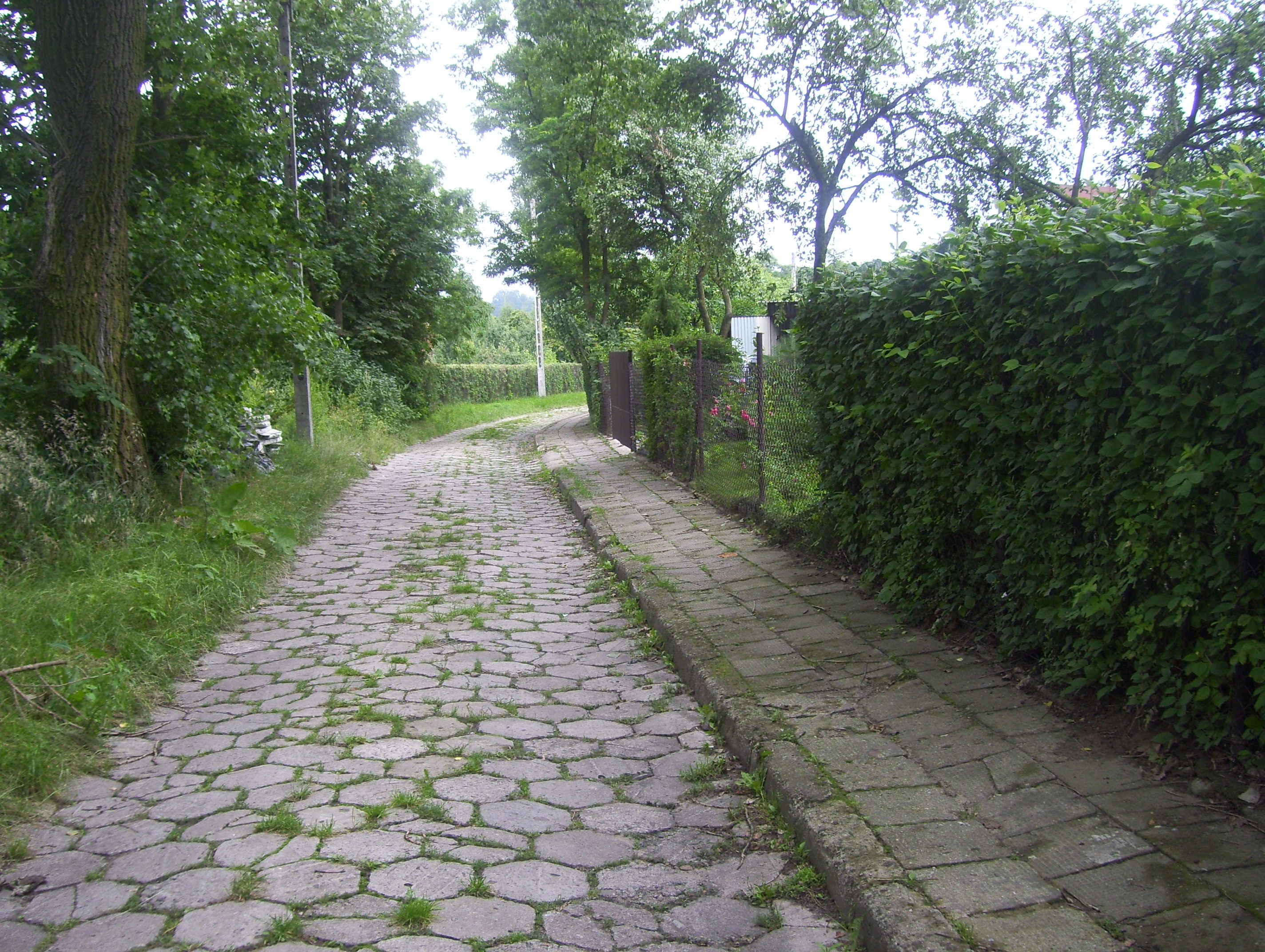
Au-delà d'une certaine taille, on ne parle plus de pavés, mais de dalles ou dallages
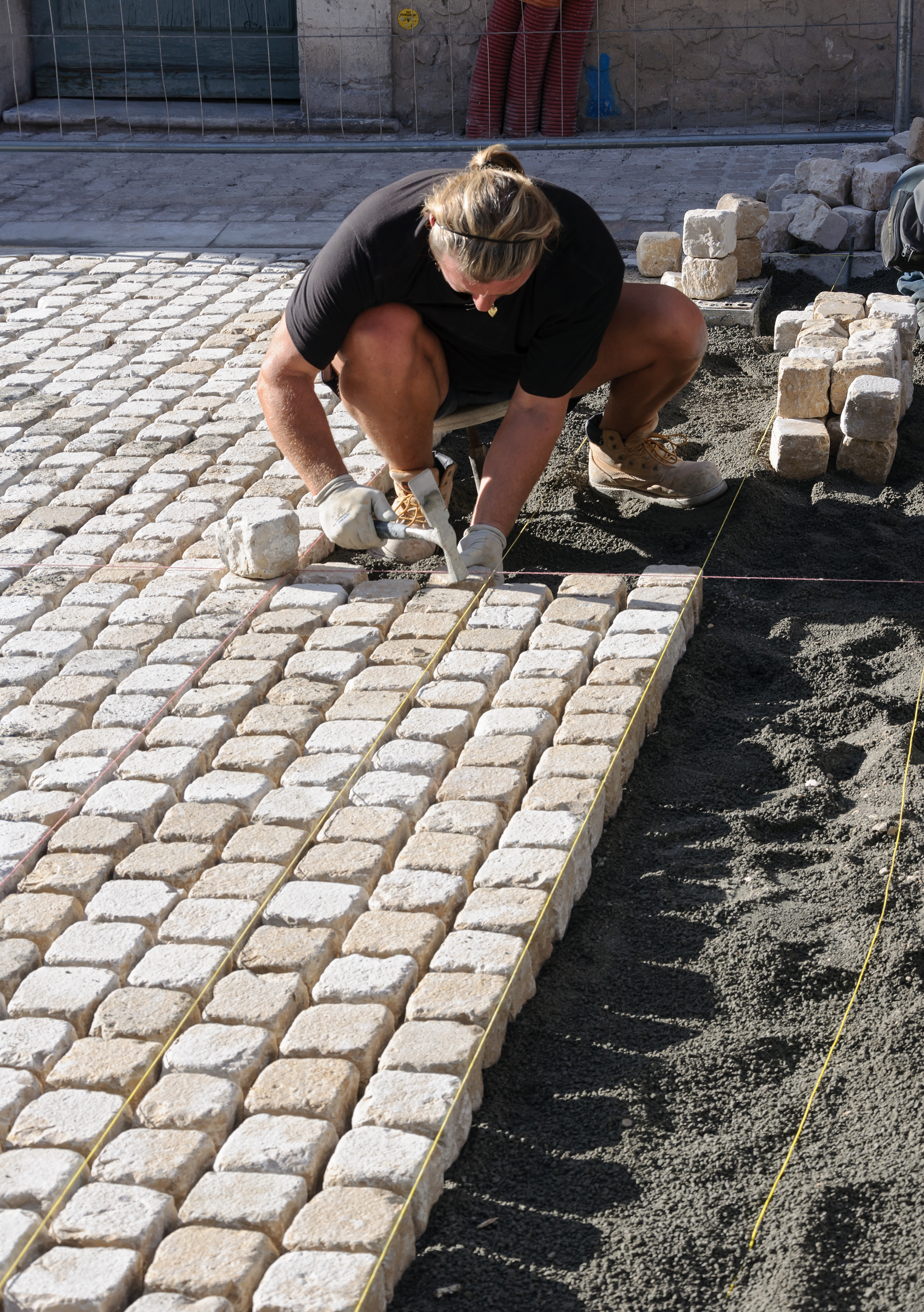
Pose de pavés en pierre
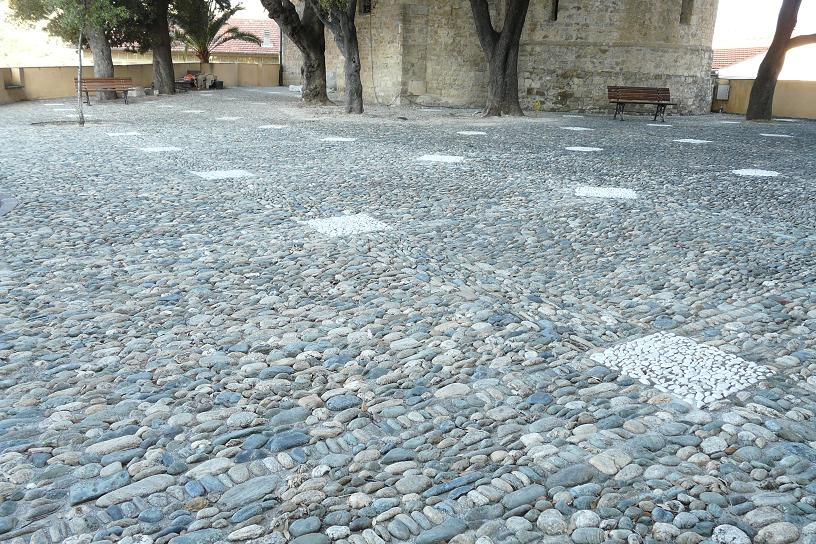
Exemple de pavage décoratif (Diano Castello, en Ligurie, Italie)

Plusieurs techniques de pose existent suivant les contraintes imposées par la circulation (rue piétonne ou fréquentée par les automobiles), la taille des pavés (6 × 8, 8 × 10, 10 × 10, 10 × 12, etc.).
Aujourd'hui on privilégie une pose « définitive » des pavés : on les pose sur du mortier maigre et on les jointoie avec une chape de mortier très riche, ce qui exclut un entretien du pavement.
Cependant, au Québec par exemple, on utilise une technique davantage adaptée aux conditions climatiques, en l'occurrence, le froid et plus particulièrement le gel. On devra ainsi, tel que brièvement expliqué, effectuer l'excavation du sol présent égalant la profondeur de la fondation, du lit de pose ainsi que du pavé lui-même. La profondeur variera en fonction de l'utilité de la surface pavé, pour un stationnement ou pour un passage piéton, la fondation ne sera pas égale. Une fois terminé, le fond sera nivelé et compacté, et pour tout ce qui a trait au compactage, il devra être effectué deux fois, et ce, dans les deux sens. On y déposera un géotextile non tissé qui permettra à l'eau de s'écouler, mais empêchera la contamination de la fondation par le sol en place. Des couches successives de 10 cm (4 po) de matériau granulaire remplissant la fonction de fondation, comme du gravier communément appelé 0-3/4 po, seront déposées, nivelées, légèrement mouillées et ensuite compactées à l'aide d'une plaque vibrante ou tout autre outil remplissant les mêmes tâches. Pour des couches de 4 po (10 cm), il faudra cependant une plaque d'un poids minimum de 500 kg (1 000 lbs) afin que le matériau granulaire en question soit suffisamment compacté. Les étapes sont les mêmes jusqu'à l'atteinte de la hauteur désirée soit le niveau final moins l'épaisseur du pavé et du lit de pose. Le lit de pose est déposé directement sur la fondation nivelée et devrait être d'une épaisseur d'environ 2,5 cm (1 po) et ne doit en aucun cas être compacté. Une fois le lit de pose terminé, on peut commencer à placer les pavés selon les techniques de pose de chaque type de pavé. Des bordures de plastique, flexible ou pas et clouées dans le sol avec des clous de 25 cm (10 po), viendront retenir les pavés lors des compactages finaux. Finalement, une fois tous les pavés en place et les erreurs corrigées (alignement, baissières bosses, etc), on étend un matériau qui viendra combler les joints peu importe leur importance. On optera pour deux types de sable, l'un étant plutôt commun et sans caractéristiques particulières ou l'autre contenant un agent liant (stabilisant) qui viendra imperméabiliser et stabiliser la surface, ce dernier étant davantage utilisé pour les descentes de stationnement ou autre types de pente. Le sable sera étendu dans tous les interstices jusqu'au total comblement des interstices. La plaque devra, encore une fois, être passée deux fois dans les deux sens. Le sable et les pavés étant ainsi compactés, des vides se reformeront et devront être à nouveau comblés. Pour le sable stabilisant, on devra légèrement le mouiller une première fois jusqu'à un début d'accumulation pour ensuite le remouiller 5 jours plus tard jusqu'à une autre accumulation. Le temps de séchage varie entre 8 et 12 heures et devra être exempt de pluie et/ou de gel.

## Expressions
- Tenir le haut du pavé : signifie avoir une bonne place dans la société. Cette expression vient du Moyen Âge où la chaussée des rues était en forme de V de façon que les eaux pluviales et usées ainsi que les ordures s'écoulent au centre. Les personnes les plus pauvres devaient faire place aux personnes de la noblesse de façon qu'elle se trouvent sur le bord, la partie la plus haute donc la plus sèche et la plus éloignée des odeurs.

- Jeter un pavé dans la mare : créer une situation conflictuelle.

- Par métaphore, le mot pavé peut designer un gros livre et par extension un texte très long souvent peu aéré (sans paragraphe).

## Connotation
En France, les pavés sont associés, en raison des événements de mai 68 et du fameux slogan « sous les pavés, la plage ! » dans l'imaginaire collectif aux importantes mobilisations en particulier étudiantes, bien que le lancer de pavé ait quasiment disparu. Pour expliquer cette disparition plusieurs pistes peuvent être envisagées, telles que le caractère plus pacifique des manifestations (le lancer d'œuf l'a souvent remplacé comme signe de désapprobation des activités policières), le remplacement ou le recouvrement des pavés par des revêtements goudronnés dans de très nombreuses villes.